# 이세좌
이세좌(李世佐, 1445년 ∼ 1504년 4월 4일)는 조선 전기의 문신, 정치인이다. 본관은 광주(廣州)이고 자는 백언(伯彦), 봉호는 광양군(廣陽君)이다.  이극감(李克堪)의 장남이자 이준경(李浚慶)의 조부이다. 配는 양주조씨로 趙末生의 아들  趙瑾의 딸이다. 무오사화 당시 김종직과 그의 제자들의 사형을 건의하였으며, 폐비 윤씨 사사 사건 때 사약을 전달하여 자신 또한 갑자사화로 화를 입었다.

## 생애
1477년(성종 8) 식년문과에 갑과로 급제한 뒤 여러 벼슬을 거쳐 사간원 대사간으로 특별 승진하였다. 이후 부제학과 동부승지, 우부승지, 좌부승지, 우승지, 좌승지를 지낸 뒤 도승지로 승진했다. 이후 예조참판, 대사헌을 거쳐서 1485년 이조참판이 되고 그해 명나라에 파견되는 정조사(正朝使)가 되어 북경에 다녀왔다. 그해 말 귀국하고, 귀국 직후 광양군(廣陽君)의 봉호를 받았다. 그 뒤 형조참판, 예조참판, 동지중추부사를 거쳐서 경상도관찰사로 나가서 민정을 다스렸고 호조참판도 지냈다. 그 뒤 황해도관찰사를 거쳐서 경기도관찰사 등의 외직을 계속했다. 성종의 탈상 후 1493년 산릉도감제조(山陵都監提調)의 한사람으로 차출되었다. 1494년 산릉도감제조의 한사람으로 성종의 국장의례 및 능(陵)축조를 담당하였으며, 이어 한성부판윤‧호조판서를 거쳐 1496년(연산군 2) 순변사로 여진족의 귀순처리와 회유책의 강구를 위하여 북방에 파견되었다. 1497년 이조판서에 임명되었다. 이듬해 무오사화 때 김종직 및 그 제자를 극형에 처해야 한다고 주장하였다. 이어 판중추부사(判中樞府事)를 거쳐 예조판서‧지경연사(知經筵事)를 겸임하였다.

### 갑자사화
1503년 인정전에서 열린 양로연에 참석했는데 이때 어사주를 회배(回盃)할 때 그와 한치형이 연산군에게 술을 받다가 손이 떨려서 어의(御衣)에 술을 엎지르는 실수를 저질렀다가 연산군의 분노를 사서 무안에 부처되었다가 다시 온성‧평해에 이배되었다. 1504년 갑자사화 때 연산군의 생모 윤씨를 폐위할 때 극간하지 않았고, 이어 형방 승지로서 윤비에게 사약을 전하였다 하여 다시 거제에 이배되던 중 곤양군 양포역(良浦驛)에서 자살의 명을 받고 스스로 목매어 자결하였다. 이세좌의 외손자로 성종의 딸 정순옹주의 남편 봉성위(奉城尉) 정원준(鄭元俊)도 이세좌의 죄에 연좌되어 귀양을 갔다. 이후 1504년 음력 4월 4일 곤양군(昆陽郡) 양포역(良浦驛)에서 자결하였다.

## 관련 작품

### 드라마
- 《한명회》 (KBS2, 1994년~1994년 배우:박건식)
- 《왕과 비》 (KBS1, 1998년~2000년 배우:김영기)
- 《왕과 나》 (SBS, 2007년~2008년 배우:이경영)
- 《인수대비》 (JTBC, 2011년~2012년 배우:김윤태)
- 《역적 : 백성을 훔친 도적》 (MBC, 2017년 배우:박지일)